# TJ Slavoj Podivín
Tělovýchovná jednota Slavoj Podivín je český fotbalový klub, který sídlí v Podivíně na Břeclavsku v Jihomoravském kraji. Založen byl roku 1923 jako SK Podivín. Klubovými barvami jsou modrá a bílá. Od sezony 2017/18 hraje Okresní přebor Břeclavska (8. nejvyšší soutěž).
K největším úspěchům klubu patří účast ve 2. nejvyšší soutěži v ročníku 1952. V novodobé historii je největším úspěchem vítězství v I. A třídě Jihomoravského kraje – sk. A v sezoně 2010/11 a následná dvouletá účast (2011/12 a 2012/13) v Přeboru Jihomoravského kraje (5. nejvyšší soutěž).

## Historické názvy
Zdroj: 
- 1923 – SK Podivín (Sportovní klub Podivín)
- 1949 – JTO Sokol Podivín (Jednotná tělovýchovná organisace Sokol Podivín)
- 1952 – ZSJ Fruta Podivín (Závodní sokolská jednota Fruta Podivín)[6]
- 1953 – DSO Slavoj Podivín (Dobrovolná sportovní organisace Slavoj Podivín)
- 1957 – TJ Slavoj Podivín (Tělovýchovná jednota Slavoj Podivín)

## Stručná historie fotbalu v Podivíně
Informace v Podivínském zpravodaji (2004 – 2015): 
Roku 1923 byl v Podivíně založen první fotbalový oddíl s názvem Sportovní klub Podivín. Tento klub byl řádně zaregistrován v Bradově západomoravské župě fotbalové (BZMŽF) se sídlem v Brně, ale do mistrovských soutěží nemohl býti zařazen, protože neměl hřiště, které by odpovídalo svými rozměry předepsaným regulím.
Ve třicátých letech nastal velký rozmach fotbalu, v Podivíně vznikly další dva kluby: Rudá hvězda Podivín (dělnický) a Makkabi Podivín (židovský).
V ročníku 1936/37 vyhrál SK Podivín svůj okrsek a postoupil do I. B třídy posílen nejlepšími hráči RH a Makkabi. Fotbal v Podivíně získali záborem pohraničí Němci v roce 1938, začali zde hrávat někteří hráči ze zabraného území, hlavně z Břeclavi.
Během válečných let se dvakrát vrátil do I. B třídy. Fotbalu se dařilo i po osvobození v roce 1945, kdy podivínští fotbalisté postoupili do I. A třídy, zde hrál i po reorganizaci fotbalových soutěží po roce 1948. Hrály zde nejlepší celky z okresů Hodonín, Břeclav a Brněnska. V roce 1949 klub z I. A třídy sestoupil, ale již v roce 1951 postoupil z okresního přeboru rovnou do krajské soutěže, kde hrávala například Zbrojovka Brno, RH Brno, Královo Pole či Sokol Lanžhot. Na fotbale byly návštěvy i v počtu tisícovek diváků. O postup se zasloužili funkcionáři Vladimír Jankovič, Alois Rak, Petr Berka a Antonín Michlovský, trenérem byl Bohumil Helinger. V tehdejším mužstvu byli Jan Zemek, Karel Urbánek, Alois Roháč, Milan Rak, Ladislav Vágner, Miroslav Kern, Vladimír Puzrla, Miroslav Michlovský, Jan Krška, Bruno Solařík a Leopold Jäger. Tato doba je prvním vrcholem podivínské kopané.
V dalších desetiletích došlo k výkonnostnímu útlumu, až do začátku 3. tisíciletí se podivínští pohybovali převážně v okresních soutěžích. Vzestupu místní kopané pomohl i bývalý československý reprezentant Jiří Tichý, který se sem roku 1995 přestěhoval za manželkou a od roku 1996 zde začal trénovat (1997/98 postup do Okresního přeboru Břeclavska, 2000/01 vítězství v OP Břeclavska). V období 2001–2017 hrál Slavoj Podivín krajské soutěže.

## Zázemí klubu
Původní hřiště stálo na místech dnešních zahrad mezi ulicemi Bratislavskou a Zahradní. Nemělo však předepsané rozměry a hrávala se na něm jen přátelská utkání.
Mistrovská utkání se začala hrát na hřišti ve Stromovce až od roku 1928. Na začátku třicátých let byl v Podivíně zbourán cukrovar. Na jeho místě bylo od roku 1933 postupně budováno nové hřiště, které bylo dokončeno v roce 1935. V roce 1957 se začal v první etapě budovat stadion TJ Slavoj, na kterém se hraje dosud. Po ukončení první etapy výstavby byl stadion v úterý 9. května 1961 slavnostně otevřen. Ve druhé etapě výstavby přibyla menší tribuna, bytová jednotka pro správce a hospodáře stadionu, bylo také dokončeno oplocení areálu. Druhá etapa výstavby byla dokončena roku 1965. V letech 1988–1991 byly vybudovány nové kabiny. Stadion má kapacitu 1 500 diváků, z toho je 400 míst k sezení. Rozměry hřiště jsou 100×65 metrů.

## Umístění v jednotlivých sezonách
Stručný přehled
- 1936–1937: II. třída BZMŽF – VI. okrsek
- 1937–1938: I. B třída BZMŽF – sk. ?
- 1943–1944: I. B třída BZMŽF – sk. ?
- 1945–1946: I. B třída BZMŽF – IV. okrsek
- 1946–1947: I. A třída BZMŽF – II. okrsek
- 1949: II. třída Brněnského kraje – sk. D
- 1950: II. třída Brněnského kraje – okrsek IV
- 1951: Okresní přebor Břeclavska – oddělení A
- 1952: Krajský přebor – Brno
- 1953–1955: Okresní přebor Břeclavska
- 1956–1960: II. třída Brněnského kraje – sk. D
- 1975–1977: Okresní přebor Břeclavska
- 1977–1979: I. B třída Jihomoravského kraje – sk. B
- 1979–1989: Okresní přebor Břeclavska
- 1991–1993: Okresní přebor Břeclavska
- 1999–2001: Okresní přebor Břeclavska
- 2001–2002: I. B třída Jihomoravské župy – sk. B
- 2002–2003: I. B třída Jihomoravského kraje – sk. C
- 2003–2004: I. B třída Jihomoravského kraje – sk. B
- 2004–2010: I. B třída Jihomoravského kraje – sk. C
- 2010–2011: I. A třída Jihomoravského kraje – sk. A
- 2011–2013: Přebor Jihomoravského kraje
- 2013–2014: I. A třída Jihomoravského kraje – sk. B
- 2014–2017: I. B třída Jihomoravského kraje – sk. C
- 2017– : Okresní přebor Břeclavska

Jednotlivé ročníky
Legenda: Z – zápasy, V – výhry, R – remízy, P – porážky, VG – vstřelené góly, OG – obdržené góly, +/− – rozdíl skóre, B – body, červené podbarvení – sestup, zelené podbarvení – postup, fialové podbarvení – reorganizace, změna skupiny či soutěže
| Československo (1936 – 1939)             |                                                             |                                                             |                                                             |                                                             |                                                             |                                                             |                                                             |                                                             |                                                             |                                                             |                                                             |                                                             |
| Sezóna                                   | Liga                                                        | Úroveň                                                      | Z                                                           | V                                                           | R                                                           | P                                                           | VG                                                          | OG                                                          | +/−                                                         | B                                                           | Pozice                                                      |                                                             |
| 1936/37                                  | II. třída BZMŽF – VI. okrsek                                | 5                                                           | 12                                                          | 9                                                           | 1                                                           | 2                                                           | 62                                                          | 31                                                          | +31                                                         | 19                                                          | 1.                                                          |                                                             |
| 1937/38                                  | I. B třída BZMŽF – sk. ?                                    | 4                                                           | ...                                                         | ...                                                         | ...                                                         | ...                                                         | ...                                                         | ...                                                         | ...                                                         | ...                                                         |                                                             |                                                             |
| ...                                      |                                                             |                                                             |                                                             |                                                             |                                                             |                                                             |                                                             |                                                             |                                                             |                                                             |                                                             |                                                             |
| Protektorát Čechy a Morava (1939 – 1945) |                                                             |                                                             |                                                             |                                                             |                                                             |                                                             |                                                             |                                                             |                                                             |                                                             |                                                             |                                                             |
| Sezóna                                   | Liga                                                        | Úroveň                                                      | Z                                                           | V                                                           | R                                                           | P                                                           | VG                                                          | OG                                                          | +/−                                                         | B                                                           | Pozice                                                      |                                                             |
| ...                                      |                                                             |                                                             |                                                             |                                                             |                                                             |                                                             |                                                             |                                                             |                                                             |                                                             |                                                             |                                                             |
| 1943/44                                  | I. B třída BZMŽF – sk. ?                                    | 4                                                           | ...                                                         | ...                                                         | ...                                                         | ...                                                         | ...                                                         | ...                                                         | ...                                                         | ...                                                         |                                                             |                                                             |
| 1944/45                                  | Končila druhá světová válka, pravidelné soutěže se nehrály. | Končila druhá světová válka, pravidelné soutěže se nehrály. | Končila druhá světová válka, pravidelné soutěže se nehrály. | Končila druhá světová válka, pravidelné soutěže se nehrály. | Končila druhá světová válka, pravidelné soutěže se nehrály. | Končila druhá světová válka, pravidelné soutěže se nehrály. | Končila druhá světová válka, pravidelné soutěže se nehrály. | Končila druhá světová válka, pravidelné soutěže se nehrály. | Končila druhá světová válka, pravidelné soutěže se nehrály. | Končila druhá světová válka, pravidelné soutěže se nehrály. | Končila druhá světová válka, pravidelné soutěže se nehrály. | Končila druhá světová válka, pravidelné soutěže se nehrály. |
| Československo (1945 – 1993)             |                                                             |                                                             |                                                             |                                                             |                                                             |                                                             |                                                             |                                                             |                                                             |                                                             |                                                             |                                                             |
| Sezóny                                   | Liga                                                        | Úroveň                                                      | Z                                                           | V                                                           | R                                                           | P                                                           | VG                                                          | OG                                                          | +/−                                                         | B                                                           | Pozice                                                      |                                                             |
| 1945/46                                  | I. B třída BZMŽF – IV. okrsek                               | 4                                                           | ...                                                         | ...                                                         | ...                                                         | ...                                                         | ...                                                         | ...                                                         | ...                                                         | ...                                                         | 1.                                                          |                                                             |
| 1946/47                                  | I. A třída BZMŽF – II. okrsek                               | 3                                                           | ...                                                         | ...                                                         | ...                                                         | ...                                                         | ...                                                         | ...                                                         | ...                                                         | ...                                                         |                                                             |                                                             |
| ...                                      |                                                             |                                                             |                                                             |                                                             |                                                             |                                                             |                                                             |                                                             |                                                             |                                                             |                                                             |                                                             |
| 1949                                     | II. třída Brněnského kraje – sk. D                          | 4                                                           | 26                                                          | 6                                                           | 2                                                           | 18                                                          | 44                                                          | 97                                                          | −53                                                         | 14                                                          | 12.                                                         |                                                             |
| 1950                                     | II. třída Brněnského kraje – okrsek IV                      | 5                                                           | 22                                                          | 8                                                           | 3                                                           | 11                                                          | 60                                                          | 59                                                          | +1                                                          | 19                                                          | 8.                                                          |                                                             |
| 1951                                     | Okresní přebor Břeclavska – oddělení A                      | 3                                                           | 20                                                          | ...                                                         | ...                                                         | ...                                                         | ...                                                         | ...                                                         | ...                                                         |                                                             | 1.                                                          |                                                             |
| 1952                                     | Krajský přebor – Brno                                       | 2                                                           | 22                                                          | 3                                                           | 5                                                           | 14                                                          | 31                                                          | 86                                                          | −55                                                         | 11                                                          | 11.                                                         |                                                             |
| 1953                                     | Okresní přebor Břeclavska                                   | 5                                                           | 22                                                          | ...                                                         | ...                                                         | ...                                                         | ...                                                         | ...                                                         | ...                                                         |                                                             |                                                             |                                                             |
| 1954                                     | Okresní přebor Břeclavska                                   | 5                                                           | 22                                                          | 11                                                          | 0                                                           | 11                                                          | 59                                                          | 52                                                          | +7                                                          | 22                                                          | 5.                                                          |                                                             |
| 1955                                     | Okresní přebor Břeclavska                                   | 6                                                           | 22                                                          | 17                                                          | 0                                                           | 5                                                           | 80                                                          | 23                                                          | +57                                                         | 34                                                          | 2.                                                          |                                                             |
| 1956                                     | II. třída Brněnského kraje – sk. D                          | 6                                                           | 22                                                          | 12                                                          | 4                                                           | 6                                                           | 76                                                          | 45                                                          | +31                                                         | 28                                                          | 5.                                                          |                                                             |
| 1957/58                                  | II. třída Brněnského kraje – sk. D                          | 6                                                           | 33                                                          | 19                                                          | 5                                                           | 9                                                           | 109                                                         | 76                                                          | +33                                                         | 43                                                          | 2.                                                          |                                                             |
| 1958/59                                  | II. třída Brněnského kraje – sk. D                          | 6                                                           | 22                                                          | 8                                                           | 6                                                           | 8                                                           | 72                                                          | 47                                                          | +25                                                         | 22                                                          | 4.                                                          |                                                             |
| 1959/60                                  | II. třída Brněnského kraje – sk. D                          | 6                                                           | 22                                                          | 10                                                          | 2                                                           | 10                                                          | 45                                                          | 52                                                          | −7                                                          | 22                                                          | 7.                                                          |                                                             |
| ...                                      |                                                             |                                                             |                                                             |                                                             |                                                             |                                                             |                                                             |                                                             |                                                             |                                                             |                                                             |                                                             |
| 1975/76                                  | Okresní přebor Břeclavska                                   | 8                                                           | 26                                                          | 12                                                          | 3                                                           | 11                                                          | 45                                                          | 39                                                          | +6                                                          | 27                                                          | 5.                                                          |                                                             |
| 1976/77                                  | Okresní přebor Břeclavska                                   | 8                                                           | 26                                                          | 18                                                          | 3                                                           | 5                                                           | 64                                                          | 36                                                          | +28                                                         | 39                                                          | 1.                                                          |                                                             |
| 1977/78                                  | I. B třída Jihomoravského kraje – sk. B                     | 6                                                           | 26                                                          | ...                                                         | ...                                                         | ...                                                         | ...                                                         | ...                                                         | ...                                                         |                                                             |                                                             |                                                             |
| 1978/79                                  | I. B třída Jihomoravského kraje – sk. B                     | 6                                                           | 26                                                          | 7                                                           | 7                                                           | 12                                                          | 34                                                          | 47                                                          | −13                                                         | 21                                                          | 12.                                                         |                                                             |
| 1979/80                                  | Okresní přebor Břeclavska                                   | 7                                                           | 30                                                          | 16                                                          | 7                                                           | 7                                                           | 65                                                          | 43                                                          | +22                                                         | 39                                                          | 2.                                                          |                                                             |
| 1980/81                                  | Okresní přebor Břeclavska                                   | 7                                                           | 30                                                          | 12                                                          | 9                                                           | 9                                                           | 50                                                          | 49                                                          | +1                                                          | 33                                                          | 7.                                                          |                                                             |
| 1981/82                                  | Okresní přebor Břeclavska                                   | 8                                                           | 30                                                          | 15                                                          | 8                                                           | 7                                                           | 51                                                          | 40                                                          | +11                                                         | 38                                                          | 2.                                                          |                                                             |
| 1982/83                                  | Okresní přebor Břeclavska                                   | 8                                                           | 30                                                          | 12                                                          | 10                                                          | 8                                                           | 53                                                          | 41                                                          | +12                                                         | 34                                                          | 8.                                                          |                                                             |
| 1983/84                                  | Okresní přebor Břeclavska                                   | 7                                                           | 26                                                          | 7                                                           | 11                                                          | 8                                                           | 40                                                          | 39                                                          | +1                                                          | 25                                                          | 5.                                                          |                                                             |
| 1984/85                                  | Okresní přebor Břeclavska                                   | 7                                                           | 26                                                          | ...                                                         | ...                                                         | ...                                                         | ...                                                         | ...                                                         | ...                                                         |                                                             |                                                             |                                                             |
| 1985/86                                  | Okresní přebor Břeclavska                                   | 7                                                           | 26                                                          | ...                                                         | ...                                                         | ...                                                         | ...                                                         | ...                                                         | ...                                                         |                                                             |                                                             |                                                             |
| 1986/87                                  | Okresní přebor Břeclavska                                   | 8                                                           | 26                                                          | 10                                                          | 7                                                           | 9                                                           | 40                                                          | 34                                                          | +6                                                          | 27                                                          | 7.                                                          |                                                             |
| 1987/88                                  | Okresní přebor Břeclavska                                   | 8                                                           | 26                                                          | 9                                                           | 7                                                           | 10                                                          | 35                                                          | 51                                                          | −16                                                         | 25                                                          | 9.                                                          |                                                             |
| 1988/89                                  | Okresní přebor Břeclavska                                   | 8                                                           | 26                                                          | 5                                                           | 6                                                           | 15                                                          | 42                                                          | 62                                                          | −20                                                         | 16                                                          | 14.                                                         |                                                             |
| ...                                      |                                                             |                                                             |                                                             |                                                             |                                                             |                                                             |                                                             |                                                             |                                                             |                                                             |                                                             |                                                             |
| 1991/92                                  | Okresní přebor Břeclavska                                   | 8                                                           | 26                                                          | 14                                                          | 7                                                           | 5                                                           | 50                                                          | 34                                                          | +16                                                         | 35                                                          | 2.                                                          |                                                             |
| 1992/93                                  | Okresní přebor Břeclavska                                   | 8                                                           | 26                                                          | 10                                                          | 5                                                           | 11                                                          | 42                                                          | 60                                                          | −18                                                         | 35                                                          | 8.                                                          |                                                             |
| Česko (1993 – )                          |                                                             |                                                             |                                                             |                                                             |                                                             |                                                             |                                                             |                                                             |                                                             |                                                             |                                                             |                                                             |
| Sezóna                                   | Liga                                                        | Úroveň                                                      | Z                                                           | V                                                           | R                                                           | P                                                           | VG                                                          | OG                                                          | +/−                                                         | B                                                           | Pozice                                                      |                                                             |
| ...                                      |                                                             |                                                             |                                                             |                                                             |                                                             |                                                             |                                                             |                                                             |                                                             |                                                             |                                                             |                                                             |
| 1999/00                                  | Okresní přebor Břeclavska                                   | 8                                                           | 26                                                          | 11                                                          | 5                                                           | 10                                                          | 48                                                          | 45                                                          | +3                                                          | 38                                                          | 6.                                                          |                                                             |
| 2000/01                                  | Okresní přebor Břeclavska                                   | 8                                                           | 26                                                          | 19                                                          | 1                                                           | 6                                                           | 65                                                          | 35                                                          | +30                                                         | 58                                                          | 1.                                                          |                                                             |
| 2001/02                                  | I. B třída Jihomoravské župy – sk. B                        | 7                                                           | 26                                                          | 8                                                           | 9                                                           | 9                                                           | 35                                                          | 41                                                          | −6                                                          | 33                                                          | 9.                                                          |                                                             |
| 2002/03                                  | I. B třída Jihomoravského kraje – sk. C                     | 7                                                           | 26                                                          | 9                                                           | 5                                                           | 12                                                          | 39                                                          | 50                                                          | −11                                                         | 32                                                          | 10.                                                         |                                                             |
| 2003/04                                  | I. B třída Jihomoravského kraje – sk. B                     | 7                                                           | 26                                                          | 7                                                           | 7                                                           | 12                                                          | 44                                                          | 55                                                          | −11                                                         | 28                                                          | 12.                                                         |                                                             |
| 2004/05                                  | I. B třída Jihomoravského kraje – sk. C                     | 7                                                           | 26                                                          | 11                                                          | 8                                                           | 7                                                           | 32                                                          | 25                                                          | +7                                                          | 41                                                          | 5.                                                          |                                                             |
| 2005/06                                  | I. B třída Jihomoravského kraje – sk. C                     | 7                                                           | 26                                                          | 16                                                          | 4                                                           | 6                                                           | 49                                                          | 24                                                          | +25                                                         | 52                                                          | 2.                                                          |                                                             |
| 2006/07                                  | I. B třída Jihomoravského kraje – sk. C                     | 7                                                           | 26                                                          | 9                                                           | 8                                                           | 9                                                           | 54                                                          | 39                                                          | +15                                                         | 35                                                          | 7.                                                          |                                                             |
| 2007/08                                  | I. B třída Jihomoravského kraje – sk. C                     | 7                                                           | 26                                                          | 9                                                           | 8                                                           | 9                                                           | 38                                                          | 35                                                          | +3                                                          | 35                                                          | 8.                                                          |                                                             |
| 2008/09                                  | I. B třída Jihomoravského kraje – sk. C                     | 7                                                           | 26                                                          | 12                                                          | 6                                                           | 8                                                           | 50                                                          | 36                                                          | +14                                                         | 42                                                          | 5.                                                          |                                                             |
| 2009/10                                  | I. B třída Jihomoravského kraje – sk. C                     | 7                                                           | 26                                                          | 19                                                          | 1                                                           | 6                                                           | 56                                                          | 29                                                          | +27                                                         | 58                                                          | 1.                                                          |                                                             |
| 2010/11                                  | I. A třída Jihomoravského kraje – sk. A                     | 6                                                           | 26                                                          | 16                                                          | 8                                                           | 2                                                           | 56                                                          | 23                                                          | +33                                                         | 56                                                          | 1.                                                          |                                                             |
| 2011/12                                  | Přebor Jihomoravského kraje                                 | 5                                                           | 30                                                          | 8                                                           | 4                                                           | 18                                                          | 48                                                          | 77                                                          | −29                                                         | 28                                                          | 14.                                                         |                                                             |
| 2012/13                                  | Přebor Jihomoravského kraje                                 | 5                                                           | 30                                                          | 4                                                           | 7                                                           | 19                                                          | 31                                                          | 66                                                          | −35                                                         | 19                                                          | 16.                                                         |                                                             |
| 2013/14                                  | I. A třída Jihomoravského kraje – sk. B                     | 6                                                           | 26                                                          | 7                                                           | 5                                                           | 14                                                          | 41                                                          | 57                                                          | −16                                                         | 26                                                          | 13.                                                         |                                                             |
| 2014/15                                  | I. B třída Jihomoravského kraje – sk. C                     | 7                                                           | 26                                                          | 8                                                           | 3                                                           | 15                                                          | 34                                                          | 48                                                          | −14                                                         | 27                                                          | 11.                                                         |                                                             |
| 2015/16                                  | I. B třída Jihomoravského kraje – sk. C                     | 7                                                           | 26                                                          | 8                                                           | 8                                                           | 10                                                          | 45                                                          | 53                                                          | −8                                                          | 32                                                          | 11.                                                         |                                                             |
| 2016/17                                  | I. B třída Jihomoravského kraje – sk. C                     | 7                                                           | 26                                                          | 5                                                           | 2                                                           | 19                                                          | 27                                                          | 66                                                          | −39                                                         | 17                                                          | 14.                                                         |                                                             |
| 2017/18                                  | Okresní přebor Břeclavska                                   | 8                                                           | 26                                                          | 14                                                          | 5                                                           | 7                                                           | 56                                                          | 39                                                          | +17                                                         | 47                                                          | 4.                                                          |                                                             |
| 2018/19                                  | Okresní přebor Břeclavska                                   | 8                                                           | 24                                                          | 10                                                          | 6                                                           | 8                                                           | 57                                                          | 45                                                          | +12                                                         | 36                                                          | 6.                                                          |                                                             |
| 2019/20                                  | Okresní přebor Břeclavska                                   | 8                                                           | 14                                                          | 4                                                           | 3                                                           | 7                                                           | 17                                                          | 25                                                          | −8                                                          | 15                                                          | 9.                                                          |                                                             |
| 2020/21                                  | Okresní přebor Břeclavska                                   | 8                                                           | 10                                                          | 5                                                           | 0                                                           | 5                                                           | 18                                                          | 24                                                          | −6                                                          | 15                                                          | 6.                                                          |                                                             |
| 2021/22                                  | Okresní přebor Břeclavska                                   | 8                                                           | 24                                                          | 10                                                          | 4                                                           | 10                                                          | 51                                                          | 54                                                          | −3                                                          | 34                                                          | 6.                                                          |                                                             |
| 2022/23                                  | Okresní přebor Břeclavska                                   | 8                                                           |                                                             |                                                             |                                                             |                                                             |                                                             |                                                             |                                                             |                                                             |                                                             |                                                             |

Poznámky:
- 1958/59: V knize je uvedeno skóre 71:50,[28] podle novin je 72:47.[31][32]
- 2001/02: Po sezoně došlo k reogranizaci krajských soutěží (župy → kraje).
- 2019/20 a 2020/21: Tyto sezony byly předčasně ukončeny z důvodu pandemie covidu-19 v Česku.

## TJ Slavoj Podivín „B“
TJ Slavoj Podivín „B“ bylo rezervním mužstvem Podivína, které se pohybovalo v okresních soutěžích. Naposled hrálo v Základní třídě Břeclavska – sk. A (nejnižší soutěž) v sezoně 2021/22.

### Umístění v jednotlivých sezonách
Stručný přehled
- 2007–2009: Základní třída Břeclavska – sk. A
- 2009–2010: Okresní soutěž Břeclavska – sk. A
- 2010–2011: Základní třída Břeclavska – sk. A
- 2011–2014: Okresní soutěž Břeclavska – sk. A
- 2014–2019: Základní třída Břeclavska – sk. A
- 2019–2021: bez soutěže
- 2021–2022: Základní třída Břeclavska – sk. A

Jednotlivé ročníky
Legenda: Z – zápasy, V – výhry, R – remízy, P – porážky, VG – vstřelené góly, OG – obdržené góly, +/− – rozdíl skóre, B – body, červené podbarvení – sestup, zelené podbarvení – postup, fialové podbarvení – reorganizace, změna skupiny či soutěže
| Československo (1991 – 1993) |                                                             |                                                             |                                                             |                                                             |                                                             |                                                             |                                                             |                                                             |                                                             |                                                             |                                                             |
| Sezóny                       | Liga                                                        | Úroveň                                                      | Z                                                           | V                                                           | R                                                           | P                                                           | VG                                                          | OG                                                          | +/−                                                         | B                                                           | Pozice                                                      |
| 1991/92                      | Základní třída Břeclavska – sk. A                           | 10                                                          | 24                                                          | 9                                                           | 5                                                           | 10                                                          | 53                                                          | 53                                                          | 0                                                           | 23                                                          | 8.                                                          |
| ...                          |                                                             |                                                             |                                                             |                                                             |                                                             |                                                             |                                                             |                                                             |                                                             |                                                             |                                                             |
| Česko (1993 – 2022)          |                                                             |                                                             |                                                             |                                                             |                                                             |                                                             |                                                             |                                                             |                                                             |                                                             |                                                             |
| Sezóny                       | Liga                                                        | Úroveň                                                      | Z                                                           | V                                                           | R                                                           | P                                                           | VG                                                          | OG                                                          | +/−                                                         | B                                                           | Pozice                                                      |
| ...                          |                                                             |                                                             |                                                             |                                                             |                                                             |                                                             |                                                             |                                                             |                                                             |                                                             |                                                             |
| 2007/08                      | Základní třída Břeclavska – sk. A                           | 10                                                          | 24                                                          | 14                                                          | 5                                                           | 5                                                           | 64                                                          | 25                                                          | +39                                                         | 47                                                          | 4.                                                          |
| 2008/09                      | Základní třída Břeclavska – sk. A                           | 10                                                          | 20                                                          | 12                                                          | 4                                                           | 4                                                           | 73                                                          | 31                                                          | +42                                                         | 40                                                          | 3.                                                          |
| 2009/10                      | Okresní soutěž Břeclavska – sk. A                           | 9                                                           | 24                                                          | 3                                                           | 2                                                           | 19                                                          | 24                                                          | 78                                                          | −54                                                         | 11                                                          | 13.                                                         |
| 2010/11                      | Základní třída Břeclavska – sk. A                           | 10                                                          | 28                                                          | 12                                                          | 8                                                           | 8                                                           | 60                                                          | 51                                                          | +9                                                          | 44                                                          | 5.                                                          |
| 2011/12                      | Okresní soutěž Břeclavska – sk. A                           | 9                                                           | 26                                                          | 8                                                           | 2                                                           | 16                                                          | 39                                                          | 71                                                          | −32                                                         | 26                                                          | 12.                                                         |
| 2012/13                      | Okresní soutěž Břeclavska – sk. A                           | 9                                                           | 26                                                          | 9                                                           | 6                                                           | 11                                                          | 43                                                          | 60                                                          | −17                                                         | 33                                                          | 9.                                                          |
| 2013/14                      | Okresní soutěž Břeclavska – sk. A                           | 9                                                           | 26                                                          | 5                                                           | 4                                                           | 17                                                          | 35                                                          | 59                                                          | −24                                                         | 19                                                          | 14.                                                         |
| 2014/15                      | Základní třída Břeclavska – sk. A                           | 10                                                          | 16                                                          | 5                                                           | 0                                                           | 11                                                          | 34                                                          | 53                                                          | −19                                                         | 15                                                          | 9.                                                          |
| 2015/16                      | Základní třída Břeclavska – sk. A                           | 10                                                          | 18                                                          | 8                                                           | 2                                                           | 8                                                           | 38                                                          | 37                                                          | +1                                                          | 26                                                          | 7.                                                          |
| 2016/17                      | Základní třída Břeclavska – sk. A                           | 10                                                          | 18                                                          | 3                                                           | 3                                                           | 12                                                          | 39                                                          | 66                                                          | −27                                                         | 12                                                          | 9.                                                          |
| 2017/18                      | Základní třída Břeclavska – sk. A                           | 10                                                          | 16                                                          | 1                                                           | 0                                                           | 15                                                          | 19                                                          | 84                                                          | −65                                                         | 3                                                           | 9.                                                          |
| 2018/19                      | Základní třída Břeclavska – sk. A                           | 10                                                          | 22                                                          | 7                                                           | 2                                                           | 13                                                          | 43                                                          | 103                                                         | −60                                                         | 23                                                          | 10.                                                         |
| 2019–2021                    | V tomto období nebylo B-mužstvo přihlášeno v žádné soutěži. | V tomto období nebylo B-mužstvo přihlášeno v žádné soutěži. | V tomto období nebylo B-mužstvo přihlášeno v žádné soutěži. | V tomto období nebylo B-mužstvo přihlášeno v žádné soutěži. | V tomto období nebylo B-mužstvo přihlášeno v žádné soutěži. | V tomto období nebylo B-mužstvo přihlášeno v žádné soutěži. | V tomto období nebylo B-mužstvo přihlášeno v žádné soutěži. | V tomto období nebylo B-mužstvo přihlášeno v žádné soutěži. | V tomto období nebylo B-mužstvo přihlášeno v žádné soutěži. | V tomto období nebylo B-mužstvo přihlášeno v žádné soutěži. | V tomto období nebylo B-mužstvo přihlášeno v žádné soutěži. |
| 2021/22                      | Základní třída Břeclavska – sk. A                           | 10                                                          | 18                                                          | 3                                                           | 1                                                           | 14                                                          | 17                                                          | 70                                                          | −53                                                         | 10                                                          | 9.                                                          |

Poznámky:
- 2008/09: Postoupilo taktéž vítězné mužstvo TJ Sokol Kostice „B“, mužstvo TJ Sokol Charvátská Nová Ves „B“ (2. místo) se postupu zřeklo.[41]
- 2010/11: Postoupilo taktéž mužstvo TJ Moravan Lednice „B“ (3. místo). Mužstva FC Pálava Mikulov „B“ (vítěz), TJ Sokol Charvátská Nová Ves „B“ (2. místo) a TJ Sokol Ladná (4. místo) o postup neměla zájem.[42]